# Gonzagova kameja
Gonzagova kameja je helenistični gravirano gemo. Kameja je narejena iz treh slojev indijskega oniksa in je iz 3. stoletja pred našim štetjem.  Bila je osrednji predmet iz Gonzagove zbirke starin, ki je bila prvič opisana v popisu iz leta 1542, delo Isabelle d'Este, in predstavlja Avgusta in Livijo. Figure so kasneje opredelili kot Aleksandra Velikega in Olimpijo, Germanika in Agripino Starejšo, Nerona in Agripino Mlajšo in številne druge znane pare iz antike. Moška figura na kameji je oblečena v atribute Aleksandra, vključno s čelado z lovorjem in nosi gorgono. Njen drugi del predstavlja bradato glavo, verjetno Zevsa Amona. Moškega lovorov venec krona kača, ki nakazuje ureus. Kontrastna moški in ženski profil sta bila po vsej verjetnosti predlagana kot Zevs in Hera.  Rjava ogrlica je poznejši dodatek, ki prikriva dejstvo, da je bil nekaj na tem mestu polomljeno.

## Lastniki
Mladi Peter Paul Rubens, potem ko je bil zaposlen v vojvodini Mantova, je občudoval Gonzagovo kamejo kot najboljšo in najfinejšo. V nasledstveni vojni za Mantovo so jo imperialne sile odpeljale na Dunaj in jo v tridesetletni vojni hranile v zakladnici na Praškem gradu.  Ob koncu konflikta so Švedi stopili v Prago in oropali imperialno zakladnico.
Nekaj let kasneje se je pojavila v zbirki kraljice Kristine na Švedskem. Obstaja malo zapisov o njeni poznejši zgodovini. Predpostavlja se, da jo je kraljica vzela s seboj v Italijo in jo zapustila svojemu najljubšemu kardinalu Decio Azzoliniju. Kasneje jo je, s preostalim delom Kristinine umetniške zbirke, pridobil Livio Odescalchi, vojvoda Bracciano in nečak papeža Innocenca XI.. 
Leta 1794 je prišla v del zbirke Pija VI. v Vatikan. Plenjenje Francozov jo je odneslo v Pariz, kjer je prišla v zbirko Napoleona in cesarice Joséphine. Po njegovem padcu je ruski car Aleksander I. obiskal Château de Malmaison in ponudil Joséphini svojo pomoč. Kot znak hvaležnosti mu je podarila kamejo. 
Od takrat je v muzeju Ermitaž v Sankt Petersburgu. Na Dunaju je podobna helenistična kameja manjše kakovosti , ki so jo Habsburžani opisali tudi kot Gonzagovo kamejo, verjetno ob predpostavki, da ga leta 1648 niso ukradli Švedi, kar predstavlja določeno zmedo.

## Predmet
Postavljena proti temni plasti, njuni veličastni beli profili, njeni mehki in ženski, njegovi odločni in živahni, so utelešenje oblasti, ki bo prinesla blaginjo svojim subjektom.
Diana Scarisbrick

Kameja prikazuje profila moškega in ženske, ki imata verjetno družinsko podobo. Ta tip portreta, ki prikazuje dva nadgrajena profila, je znan iz kovancev, ki jih je izdal Ptolemaj II. Filadelfus v helenističnem Egiptu. Takšni portreti kažejo Ptolemeja z njegovo sestro in ženo, Arsinojo II. Ptolemej je bil prvi helenistični vladar, ki se je poročil s svojo sestro in v njegovi dvorani je podoba dvojčkov božanstev, theoi adelphoi, dobila valuto. Da bi obogatili identifikacijo, se je trdilo, da je ženska glava na kameji pokrita z nekakšno poročno tančico.
J. J. Pollitt iz Univerze v Cambridgeu meni, da dunajska kameja predstavlja Ptolemeja in Arsinojo.  Kar se tiče kameje v Sankt Peterburgu, Pollitt trdi, da ostro opredeljena kakovost »neoklasične« izdelave označuje kasnejši datum, kot je splošno priznano. Identificira figure, kot sta Tiberij in Livija »v zelo generalizirani obliki, da bi istočasno vzbudili podobo Ptolomejske kameje in s tem posnetek Aleksandra«.